# Собко Серафим Володимирович
Собко Серафим Володимирович (псевдо — Річард Левове Серце; 14 вересня 1958, Київ — 3 лютого 2011, Київ) — український каскадер, тренер історичного фехтування, один з засновників історичної реконструкції та рольового руху в Україні.

## Життєпис
Серафим Володимирович Собко народився 14 вересня 1958 року у Києві. З часом став одним з родоначальників історичної реконструкції та рольового руху в Україні.
Займався такими напрямками історичної реконструкції:
- Середньовіччя
- Козацтво
- Наполеоніка

Був тренером історичного фехтування в спорт-клубі «Арена» за адресою житловий масив Виноградар, проспект Георгія Гонгадзе, 3Г.
Помер 3 лютого 2011 року, на 52-му році життя від інсульту. Похований 5 лютого 2011 року на Лісовому кладовищі, недалеко від центрального входу, в королівському костюмі, обладунках, з мечем і під звуки волинки.

## Творчість
За своє життя брав участь в зйомках багатьох історичних фільмів.

### Вибрана фільмографія
- Ричард Левове Серце
- Чорна стріла
- Важко бути богом
- Легенда про княгиню Ольгу
- Ярослав Мудрий
- Мамай
- Пригоди Квентіна Дорварда